# Institut d'histoire des sciences
Ne doit pas être confondu avec Institut d'histoire et de philosophie des sciences et des techniques.
L'Institut d'histoire des sciences est une institution américaine qui promeut la compréhension de l'histoire des sciences. Situé à Philadelphie, en Pennsylvanie, l'organisme regroupe une bibliothèque, un musée, des archives, un centre de recherche et un centre de conférences.

## Histoire
L'Institut d'histoire des sciences a été fondé en 1982 par le biais d'une coentreprise formée de l'American Chemical Society et de l'Université de Pennsylvanie en tant que Centre d'histoire de la chimie. L'American Institute of Chemical Engineers en est devenu membre cofondateur en 1984. Le Centre a été rebaptisé Chemical Heritage Foundation en 1992 et a déménagé deux ans plus tard à l'emplacement actuel de l'institution, sis au 315 Chestnut Street dans la vieille ville de Philadelphie (en).
Le 1er décembre 2015, la Chemical Heritage Foundation a fusionné avec la Fondation des sciences de la vie (en), créant une organisation qui couvre "l'histoire des sciences de la vie et de la biotechnologie ainsi que l'histoire des sciences de la chimie et de l'ingénierie",. À compter du 1er février 2018, l'organisme a été rebaptisé "Institut d'histoire des sciences", afin de refléter ses intérêts historiques plus vastes, allant de la chimie et du génie aux sciences de la vie et à la biotechnologie.

## Activités
L'Institut se concentre non seulement sur l'histoire de la chimie, mais aussi sur l'histoire des sciences, l'histoire de la technologie, les tendances de la recherche et du développement, l'impact de la science sur la société et les relations entre la science et l'art, entre autres sujets. Il soutient une communauté de chercheurs et un programme d'histoire orale. En 2012, c'était le plus grand donateur américain de bourses de recherche pour l'histoire de la science,.
L'Institut décerne depuis 2006 le prix Roy G. Neville (en).